# Eclactistis
Eclactistis is een geslacht van vlinders van de familie sikkelmotten (Oecophoridae), uit de onderfamilie Oecophorinae.

## Soorten
- E. anisopasta Turner, 1935
- E. byrseuta Meyrick, 1913